# Chasan Chałmurzajew
Chasan Chałmurzajew, ros. Хасан Магометович Халмурзаев, (ur. 9 października 1993) – rosyjski judoka. Złoty medalista olimpijski z Rio de Janeiro.
Zawody w 2016 były jego pierwszymi igrzyskami olimpijskimi. Medal zdobył w wadze do 81 kilogramów, w finale wygrał z Amerykaninem Travisem Stevensem. W 2017 zdobył brązowy medal mistrzostw świata, w 2016 został mistrzem Europy.
Jego brat-bliźniak Chusien także jest judoką.